# Tubo de Geissler

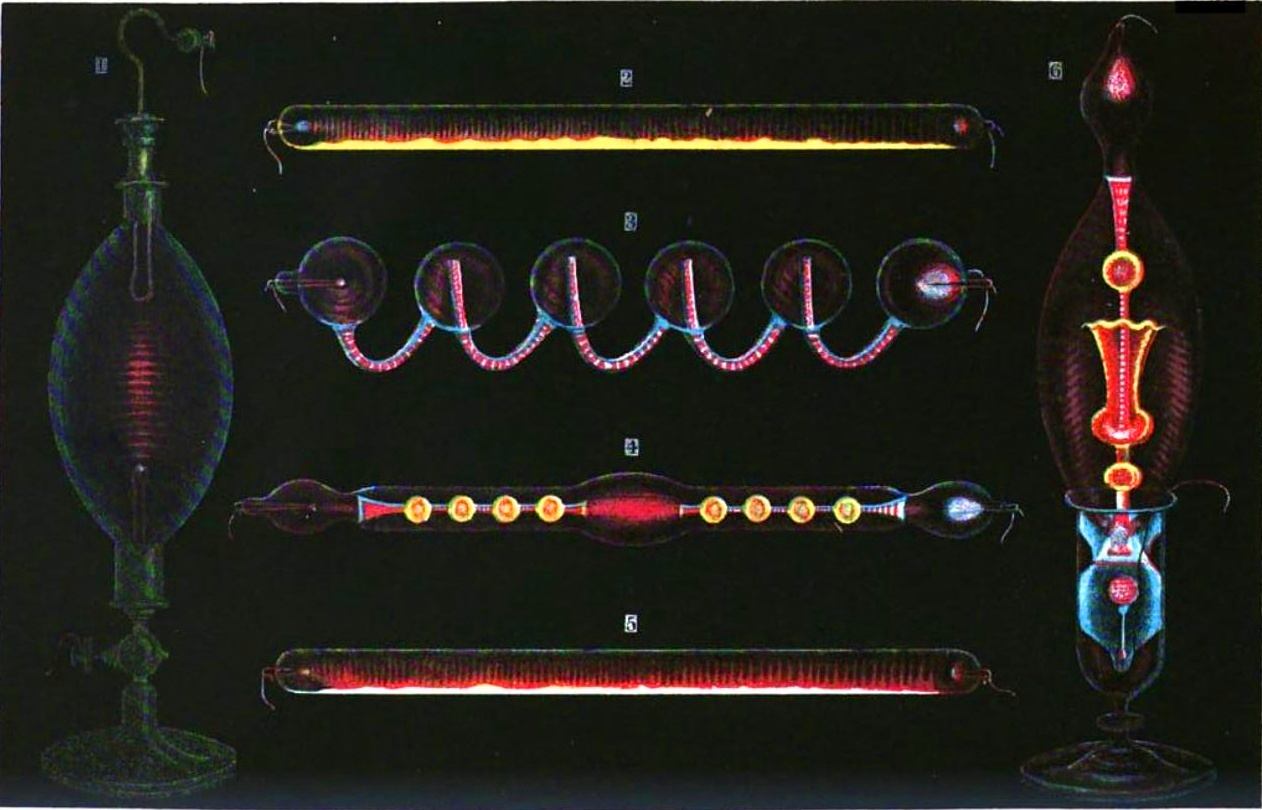
Vários tipos de tupos de Geissler

Um tubo de Geissler é um tubo de descarga de gás usado para demonstrar os princípios da descarga elétrica, semelhante à moderna iluminação de neon. O tubo foi inventado pelo físico e soprador de vidro alemão Heinrich Geissler em 1857. Consiste em um cilindro de vidro selado e parcialmente evacuado de várias formas com um eletrodo de metal em cada extremidade, contendo gases rarefeitos como neon, argônio ou ar; vapor de mercúrio ou outros fluidos condutores; ou minerais ou metais ionizáveis, como o sódio. Quando uma alta tensão é aplicada entre os eletrodos, uma corrente elétrica flui através do tubo. A corrente dissocia os elétrons das moléculas de gás, criando íons, e quando os elétrons se recombinam com os íons, o gás emite luz por fluorescência. A cor da luz emitida é característica do material dentro do tubo, sendo que muitas cores e efeitos de iluminação diferentes podem ser alcançados. Como foram as primeiras lâmpadas de descarga de gás, os tubos Geissler eram novidade e eram feitos em muitas formas e cores artísticas para demonstrar a nova ciência da eletricidade. No início do século XX, a tecnologia foi comercializada e evoluiu para a iluminação neon.